# Julieta Gergo
Julieta Soledad Gergo (La Plata, Buenos Aires, 11 de agosto de 1989) es una futbolista argentina que juega como defensora y centrocampista. Actualmente es jugadora del Club Estudiantes de La Plata.

## Inicios
Con tan solo dos años de edad, su primer contacto con la pelota fue en el patio de la casa de su abuela paterna con su hermano y sus primos. En ese mismo lugar armaron una cancha de fútbol, siendo el mismo un espacio en común para el encuentro entre los integrantes de la familia. Julieta era siempre la primera en llegar a la cancha y la última en abandonar la misma.
Los compañeros del colegio la invitaban a los cumpleaños en canchas de fútbol 5, de esta forma no dejó de estar ligada con el balón hasta que a los trece años comenzó a entrenarse en el Club Estudiantes de La Plata, dando inicio a su carrera como futbolista.

## Trayectoria profesional
Después de su estadía en Estudiantes de La Plata, pasó por la Liga Amateur Platense y comenzó jugar en el club de su barrio el Círculo Cultural Tolosano, disputando diferentes torneos, aunque no llegó a jugar en la liga más alta.
Luego tuvo un paso por Argentino Juvenil Club, donde disputó 4 campeonatos y consiguió la misma cantidad de títulos. Incluso aquel conjunto supo tener una racha, logrando un invicto de casi 50 partidos .
La última camiseta que vistió en la Liga Amateur Platense fue la de ADIP (Agrupación Deportiva Infantil Platense) agrupación que nació con la idea de albergar a los chicos de la zona y dando importancia al fútbol femenino.
En el año 2015 la jugadora decide jugar un tiempo en futsal para la primera femenina del Club Atlético River Plate (futsal).
En el transcurso de 2016 la defensora decidió volver a las canchas de once y desembarcó en el Club Atlético Villa San Carlos donde compartió equipo con Agustina Maturano, Marilyn Esquivel y Milagros Díaz, entre otras jugadoras y como director técnico Mauro Córdoba.
Al año siguiente, en 2017, su amiga Ruth Bravo la motivó a realizar las pruebas en el Club Atlético Boca Juniors. Julieta tuvo la posibilidad de probarse en el club xeneize y Christian Meloni, el entrenador, decidió incorporar a Gergo a Boca Juniors.
Su paso con el xeneize duró tres años, siendo parte de aquel encuentro histórico llevado a cabo el 9 de marzo de 2019 donde el plantel de fútbol femenino de Boca Juniors "Las Gladiadoras" jugaba su primer encuentro en La Bombonera, iniciativa que emprendió el club por el Día Internacional de la Mujer. Las "bosteras" se enfrentaban al Club Atlético Lanús en la quinta fecha del campeonato. El partido terminó con el resultado Boca Juniors (5) - Lanús (0).
El 9 de agosto de 2019, después de 28 años, el fútbol femenino del Club Atlético Boca Juniors se profesionalizó y Julieta Gergo firmó su primer contrato profesional entre otras 18 jugadoras más de la institución.
Durante el 2019 "Las Gladiadoras" se mantuvieron en los primeros puestos, no lograron conseguir título alguno.
En julio de 2020 finalizó el contrato de la defensora y mediocampista con el Club Atlético Boca Juniors, no habiendo un acuerdo para su renovación.
El 19 de noviembre de 2020 se confirma el regreso de Julieta Gergo para vestir nuevamente la camiseta albirroja del Club Estudiantes de La Plata. La jugadora ya conoce dicho club debido a que comenzó a jugar en "El León" de La Plata a los 13 años de edad.

## Clubes
| Club                                   | País      | Provincia    | Año           |
| -------------------------------------- | --------- | ------------ | ------------- |
| Club Estudiantes de La Plata           | Argentina | Buenos Aires | 2013 -        |
| Círculo Cultural Tolosano              | Argentina | Buenos Aires |               |
| Argentino Juvenil Club                 | Argentina | Buenos Aires |               |
| Agrupación Deportiva Infantil Platense | Argentina | Buenos Aires |               |
| Club Atlético River Plate (futsal)     | Argentina | Buenos Aires |               |
| Club Atlético Villa San Carlos         | Argentina | Buenos Aires | 2016- 2017    |
| Club Atlético Boca Juniors             | Argentina | Buenos Aires | 2017-2020     |
| Club Estudiantes de La Plata           | Argentina | Buenos Aires | 2020-presente |